# Костромской сыр
Костромской сыр — твёрдый русский сыр, один из самых распространённых сыров России. По своим характеристикам напоминает голландский сыр гауда, на вкус слегка терпкий, кисловатый, цвет — однородный от белого до светло-жёлтого, рисунок на разрезе с небольшими глазками округлой формы, жирность — 45 %. Основная форма выпуска — низкие слегка выпуклые цилиндры массой от 3,5 до 7,5 кг, рецептура предусматривает период созревания не менее 45 суток.
Впервые появился во второй половине XIX века в Костроме на сыроварнях Владимира Бландова (первая сыроварня была построена в 1878 году, в 1912 году в губернии существовало уже 120 заводов).
Сыр обычно подаётся на стол вместе с чёрным хлебом. В XXI веке костромской сыр производится в двух странах — России и Эстонии. В 2017 году в Костроме в центре города открылся Музей сыра.